# 1996年4月17日日食
1996年4月17日日食是一次日偏食，發生於1996年4月17日（東半球為4月18日）。新月當天（即朔日），地球上觀測到月球和太阳的角距離極小，此時月球如果恰好在月球交點附近，穿過太阳和地球之間，與地球、太阳接近一直線，則會出現日食。由於月球偏北或偏南，本影及偽本影從地球以北或以南經過而未接觸地表，只有半影覆蓋了地球北端或南端部分區域，形成日偏食。此次日偏食月球偏南，出現在玻里尼西亞南部及南极洲靠近太平洋的部分沿海地區。

此次日偏食過程中月影在地表移動的動畫

## 日食概況

### 出現區域
本次日偏食可在新西兰等玻里尼西亞南部諸島及南极洲靠近太平洋的部分沿海地區看到。其中國際日期變更線以東的部分在4月17日看到日食，其餘部分在4月18日看到日食。

### 基本參數
- 類型：日偏食
- 食分最大處（位於南极洲埃爾斯沃思地西北海岸外約100公里的南冰洋）資料：
  - 日期：1996年4月17日22:37:10
  - 地點：71°18′S 104°00′W / 71.3°S 104.0°W
  - 食分：0.8799（日食帶內最大）[3]

## 相關的日食

### 1993-1996年的日食
月球交替位於相對的月球交點時，以半個交點年（食年），即約177天又4小時間隔出現下列日食。
| 降交點   | 降交點                   |                          | 升交點                    | 升交點 |
| 沙羅週期 | 地圖                     | 沙羅週期                 | 地圖                      |        |
| 118      | 1993年5月21日 偏食（北） | 123                      | 1993年11月13日 偏食（南） |        |
| 128      | 1994年5月10日 環食       | 133                      | 1994年11月3日 全食        |        |
| 138      | 1995年4月29日 環食       | 143 印度敦德洛德的日全食 | 1995年10月24日 全食       |        |
| 148      | 1996年4月17日 偏食（南） | 153                      | 1996年10月12日 偏食（北） |        |

### 沙羅周期
沙羅周期長度為18年11天。本次日食屬於沙羅周期148，共包含75次日食，依次為1653年9月21日至1996年4月17日的20次日偏食、2014年4月29日至2032年5月9日的2次日環食、2050年5月20日的1次全环食（亦稱混合食）、2068年5月31日至2771年8月3日的40次日全食、2789年8月13日至2987年12月12日的12次日偏食，總共歷時1334.23年。其中最長的全食發生於2609年4月26日，共持續5分23秒。
下表列舉了1901年至2100年間發生的屬於該周期的日食，是第15至25次：
| 15            | 16            | 17            |
| ------------- | ------------- | ------------- |
| 1906年2月23日 | 1924年3月5日  | 1942年3月16日 |
| 18            | 19            | 20            |
| 1960年3月27日 | 1978年4月7日  | 1996年4月17日 |
| 21            | 22            | 23            |
| 2014年4月29日 | 2032年5月9日  | 2050年5月20日 |
| 24            | 25            |               |
| 2068年5月31日 | 2086年6月11日 |               |

## 資料來源
1. ↑  樊忠玉. . 中国天文科普网.   [2016-01-04]. （原始内容存档于2014-09-17）.
2. ↑  Fred Espenak. . NASA Eclipse Web Site.   [2016-01-04]. （原始内容存档于2020-10-17）.（英文）
3. ↑  Fred Espenak. . NASA Eclipse Web Site.   [2016-01-04]. （原始内容存档于2020-10-20）.（英文）
4. ↑  Fred Espenak. . NASA Eclipse Web Site.（英文）

## 外部連結
- NASA日食專頁（页面存档备份，存于）（英文）
- 可見區域圖和時間統計：由弗雷德·埃斯佩納克做出的日食預報，NASA/GSFC
  - 貝塞爾元素

| \| \| 日食 \|                              |                              |                                            |
| 上一次日食： 1995年10月24日日食 （日全食） | 1996年4月17日日食 （日偏食） | 下一次日食： 1996年10月12日日食 （日偏食） |
| 上一次日偏食： 1993年11月13日日食          | 1996年4月17日日食 （日偏食） | 下一次日偏食： 1996年10月12日日食          |
|                                            | 日食                         |                                            |